# Sphaerosacme decandra
Sphaerosacme decandra är en tvåhjärtbladig växtart som först beskrevs av Nathaniel Wallich, och fick sitt nu gällande namn av Pennington. Sphaerosacme decandra ingår i släktet Sphaerosacme och familjen Meliaceae. Inga underarter finns listade i Catalogue of Life.